# Dziwogon czarny
Dziwogon czarny, dziwogon długosterny (Dicrurus macrocercus) – gatunek średniej wielkości ptaka z rodziny dziwogonów (Dicruridae). Występuje w południowej, południowo-wschodniej i wschodniej Azji. Nie jest zagrożony wyginięciem.

## Taksonomia
Po raz pierwszy gatunek opisał Louis Pierre Vieillot w 1817 na podstawie holotypu z Ćennaju (południowe Indie). Nowemu gatunkowi nadał nazwę Dicrurus macrocercus. Nazwa ta jest obecnie (2020) uznawana przez Międzynarodowy Komitet Ornitologiczny (IOC), który wyróżnia 7 podgatunków.

## Podgatunki i zasięg występowania
IOC wyróżnia następujące podgatunki:
- D. m. albirictus (Hodgson, 1836) – Himalaje od wschodniego Afganistanu oraz północnego i wschodniego Pakistanu na wschód po zachodnią i północną Mjanmę i południowe Chiny (południowo-wschodni Tybet) na południe po południowo-wschodni Pakistan i centralne Indie; poza sezonem lęgowym docierają również do południowych Indii, centralnej i południowej Mjanmy oraz północnej Tajlandii[5]
- D. m. macrocercus Vieillot, 1817 – południowo-wschodni Pakistan i Indie na południe od Gudźaratu, Madhya Pradesh i Bengalu Zachodniego[5]
- D. m. minor Blyth, 1850 – północna i północno-zachodnia Sri Lanka oraz wyspa Mannar[5]
- D. m. cathoecus Swinhoe, 1871 – gniazdują w centralnych, wschodnich i południowych Chinach (na wschód od Qinghai, na południe od Jilin), w tym na wyspie Hajnan, w Mjanmie (poza zachodnią i północną częścią kraju), w północnej Tajlandii i północnych Indochinach; zimują na południe do południowo-zachodniej i południowej Mjanmy, na południowym Półwyspie Malajskim (w Singapurze) i w południowych Indochinach[5]
- D. m. thai Kloss, 1921 – południowa Mjanma, centralna i wschodnia Tajlandia, prawdopodobnie wschodnia Kambodża i południowe Indochiny[5]
- D. m. harterti Baker, ECS, 1918 – Tajwan[5]
- D. m. javanus Kloss, 1921 – Jawa i Bali[5].

## Morfologia
Długość ciała u przedstawicieli podgatunku nominatywnego wynosi 30–31 cm, u D. m. thai 27–28,5 cm, u D. m. harterti przeciętnie 27,9 cm u samców i 26,9 cm u samic, zaś u przedstawicieli D. m. minor około 26 cm. Średnia masa ciała u 26 przebadanych osobników z Tajwanu wynosi 57,2 g, średnia długość dzioba 21,9 mm (n=28), zaś średnia długość skoku 22,7 mm (n=28). Upierzenie czarne z niebieską lub zieloną opalizacją. U dorosłych zwykle u nasady dzioba dostrzec można białą plamkę. Tęczówka ciemnobrązowa. Ogon jest głęboko wcięty, zewnętrzne sterówki wygięte są na zewnątrz. Dziób czarny, nogi szare.

## Ekologia i zachowanie
Dziwogony czarne zamieszkują otwarte tereny i obszary rolnicze z porozrzucanymi drzewami. Odnotowywane były od poziomu morza do 1900 m n.p.m. Żywią się bezkręgowcami, takimi jak mrówki, termity, prostoskrzydłe, chrząszcze, pszczoły i motyle, zjadają również nektar. Są to ptaki agresywne. Zwykle przebywają pojedynczo, w parach lub grupach liczących do 3 osobników.

### Lęgi
Okres lęgowy w Pakistanie trwa od marca do czerwca, w Indiach od marca do sierpnia. Gniazdo o kształcie kubeczka zwykle umieszczone jest na drzewie. Zniesienie liczy 2–4 jaja. Inkubacja trwa 14–15 dni, wysiadują obydwa ptaki z pary. Przez pierwsze pięć dni życia młode są pod nieustanną opieką, później potrafią już same utrzymać ciepłotę ciała. Otwierają oczy 8. dnia życia. Przez kolejny miesiąc są karmione przez rodziców. Później mogą jeszcze żebrać o jedzenie, ale są ignorowane lub przeganiane przez dorosłe ptaki.

## Status
IUCN uznaje dziwogona czarnego za gatunek najmniejszej troski (LC, Least Concern) nieprzerwanie od 1988. Trend liczebności populacji nie jest znany.